# NGC 5122
NGC 5122 est une galaxie lenticulaire située dans la constellation de la Vierge. Sa vitesse par rapport au fond diffus cosmologique est de 3 130 ± 24 km/s, ce qui correspond à une distance de Hubble de 46,2 ± 3,3 Mpc (∼151 millions d'al). NGC 5122 a été découverte par l'astronome américain Lewis Swift en 1887.
NGC 5122 est une galaxie LINER, c'est-à-dire une galaxie dont le noyau présente un spectre d'émission caractérisé par de larges raies d'atomes faiblement ionisés.

## Une galaxie à anneau polaire
On remarque sur l'image obtenue du relevé Pan-STARRS un jet de matière symétrique en provenance du centre de cette galaxie, comme si un énorme trou noir supermassif s'y trouvait. Cette caractéristique est mentionnée que par le professeur Seligman, selon une publication parue en 2009 et basée sur des observations réalisées avec le réseau de radiotélescopes VLA, ce qui ressemble à un jet de matière est un anneau que l'on voit de côté. NGC 5122 serait donc une galaxie à anneau polaire, c'est-à-dire qu'un anneau de gaz et d'étoiles tourne autour des pôles de celle-ci.  